# Núrsia
|  | Aquest article tracta sobre la ciutat dels sabins. Si cerqueu la població italiana actual, vegeu «Norcia». |

Núrsia (en llatí Nursia, en grec antic Νουρσία) va ser una ciutat dels sabins a la part alta de la vall del Nar, al peu dels Apenins, a les muntanyes conegudes actualment com els Monti della Sibilla. El seu clima fresc és alabat per Virgili i Sili Itàlic.
Per primer cop es menciona a la Segona Guerra Púnica, l'any 205 aC, quan va aportar voluntaris i armament a Publi Corneli Escipió Africà Major, i probablement era una de les tres principals ciutats sabines, ja que junt amb ella es parla de Reate i Amiternum.
Va ser un municipi romà i se sap que els seus habitants van ser castigats per August per la seva adhesió al partit republicà i pel suport que van donar a Luci Antoni en la Guerra de Perusa, segons Suetoni i Dió Cassi. Columela i Plini el Vell diuen que era coneguda per la qualitat dels seus naps.
Hi va néixer Vespàsia Pol·la, mare de l'emperador Vespasià, i a la ciutat es va erigir un monument a la família. A uns 10 km, hi havia un llogaret anomenat Vespasiae en el camí cap a Spoleto.
Al segle iv, era una seu episcopal i va ser el lloc de naixement de Benet de Núrsia, el fundador de l'orde dels benedictins, el primer gran orde monàstic europeu. Correspon a la moderna Norcia, on queden algunes restes de l'antiga muralla.